# Goerodes albicorne
Goerodes albicorne är en nattsländeart som först beskrevs av Banks 1906.  Goerodes albicorne ingår i släktet Goerodes och familjen kantrörsnattsländor. Inga underarter finns listade i Catalogue of Life.